# Dorbach (Wildbach)
Der Dorbach (ursprünglich  Dürrbach) ist ein gut 4 Kilometer langes Fließgewässer in Aachen. Er ist ein linker Zufluss des Wildbaches.

## Verlauf
Der Dorbach entspringt im Friedrichswald nahe dem Gemmenicher Weg oberhalb des Reiterhofes Reinartzkehl. An Gut Melaten vorbei fließt er über die hinteren Rabentalwiesen in Richtung Seffent, wo er kurz hinter Sieben Quellen in den Wildbach mündet, einen Nebenfluss der Wurm. 

## Bachbegradigung und Renaturierung
Beim Bau des Aachener Klinikums wurde sein Lauf massiv verändert und entlang der Straße Schneebergweg und den Grundstücksgrenzen von Gut Melaten vor dem Einfluss in die Rabentalwiesen teilweise begradigt. Daraufhin übernahm zunächst für den Bereich, wo der Dorbach durch das hintere Rabental fließt, der auf Melaten ansässige Freundeskreis Botanischer Garten e. V., Pächter auf Gut Melaten und den Rabentalwiesen, die Patenschaft und ließ ihn in den Jahren 2003 und 2004 mit Schülern der Europaschule Alsdorf anlässlich einer Projektarbeit ein erstes Mal aufwändig renaturieren.
Im Jahr 2017 wurde eine weitere Renaturierung ins Auge gefasst, die diesmal die 200 Meter lange begradigte Umgehungstrasse entlang des Schneebergweges betreffen sollte. Die endgültige Beschlussfassung und deren Umsetzung steht noch aus und ist in dem Katalog der Umsetzungsmaßnahmen Innenstadtkonzept 2022 aufgenommen worden